# Kanch
Kanch (in armeno Կանչ?, chiamato anche Գյալթո Gyalto) è un comune dell'Armenia di 160 abitanti (2001) della provincia di Aragatsotn.